# José Guadalupe Velázquez
José Guadalupe Velázquez fue un futbolista mexicano. Durante la Copa Mundial de Fútbol de 1950 jugó contra Brasil, Yugoslavia y Suiza. En el juego contra los yogoslavos, Srđan Mrkušić le cometió una falta, penal que Héctor Ortiz marcó al minuto 88'. El marcador fue de 4–1 favor Yugoslavia. Durante el encuentro Velázquez intentó reaccionar y puso un tiro en el travesaño a la mitad de la parte complementaria.

## Trayectoria
| Temporada | Equipo                  |
| --------- | ----------------------- |
| 1944-45   | Puebla                  |
| 1945-46   | Puebla                  |
| 1946-47   | Puebla                  |
| 1947-48   | Puebla                  |
| 1948-49   | Puebla                  |
| 1949-50   | Puebla                  |
| 1950-51   | Club Deportivo Veracruz |

- Lupe Velásquez logró anotar 61 goles con el Puebla y actualmente se ubica sexto en la lista de máximo goladores del ClubDe Futbol Puebla.

### Participaciones en Copas del Mundo
| Mundial                        | Sede   | Resultado    |
| ------------------------------ | ------ | ------------ |
| Copa Mundial de Fútbol de 1950 | Brasil | Primera Fase |

## Logros
- Copa México :(1) 1944-45

## Fallecimiento
Falleció el 16 de marzo de 2012 en la ciudad de Guadalajara